# Heinz Jordan (Ingenieur)
Heinz Robert Jordan (* 29. Mai 1906 in Düsseldorf; † 27. Juli 1982) war ein deutscher Elektroingenieur und Hochschullehrer.

## Leben
Heinz Jordan wurde 1906 in Düsseldorf geboren. Er studierte erst in München mit dem Abschluss Diplom-Ingenieur und promovierte 1937 an der RWTH Aachen mit der Dissertation Wirtschaftliche und technische Untersuchungen an elektrischen Antrieben in Steinkohlenaufbereitungen. Im Jahre 1955 wurde Jordan Professor an der Technischen Hochschule Hannover und Direktor des Instituts für Elektrische Maschinen. Er wurde 1974 emeritiert. Zu seinen Doktoranden zählen Peter Friedrich Brosch und Heinrich Frohne. Seit 1963 war er Mitglied der Braunschweigischen Wissenschaftlichen Gesellschaft.
Heinz Jordan starb 1982.
Heinz Jordan gilt als bedeutender Elektromaschinenbauer. Im Jahr 1982 erhielt er den VDE-Ehrenring.

## Publikationen
- Wirtschaftliche und technische Untersuchungen an elektrischen Antrieben in Steinkohlenaufbereitungen. Dissertation. 1937.
- Selbsterregte Pendelungen einer elektrischen Welle. 1940.
- Geräuscharme Elektromotoren: Lärmbildung und Lärmbeseitigung bei Elektromotoren. 1950.
- Theorie der Induktionsmotoren mit Einkäfigläufern ohne Stromverdrängung. 1963.
- mit Florenz Ungruh: Gleichlaufschaltungen von Asynchronmotoren. Vieweg, 1964, ISBN 978-3-663-02505-4.
- mit Michael Weis: Asynchronmaschinen. Vieweg, Braunschweig, 1969 ISBN 978-3-663-20211-0.
- mit Michael Weis: Synchronmaschinen. 2 Bände, Vieweg, Braunschweig, 1970, ISBN 978-3-528-03304-0.